# Museo di Drohobyč
Il Museo Drohobyččyna (in ucraino Музей «Дрогобиччина»?; ufficialmente noto come Museo di Drohobyč o Museo delle tradizioni locali di Drohobyč, comunemente chiamato Museo Drohobyč) è un museo a Drohobyč, in Ucraina, importante centro culturale della regione di Leopoli. La sua struttura è composta da sei dipartimenti che conservano una preziosa collezione di documenti e materiali relativi alla storia, natura, cultura, etnografia ed artigianato di Drohobyč, nonché opere d'arte realizzate da figure di spicco del territorio.

## Storia
Fondato il 27 gennaio 1940 come Museo di storia regionale e tradizioni locali, è stato pesantemente depredato delle sue ricchezze nel periodo della temporanea occupazione della città da parte dei nazisti. Ma già il quarto giorno dalla liberazione del paese, avvenuta il 9 ottobre 1944, il museo ha ripreso la sua attività. Dopo che il territorio della regione di Drohobyč è stato unito alla regione di Lvov nel maggio 1959, ha continuato a funzionare come Museo regionale degli studi locali.

## Collezioni
Il patrimonio museale è costituito da interessanti reperti archeologici, manufatti realizzati dagli artigiani di Drohobyč, strumenti che testimoniano le attività economiche locali e articoli della vita quotidiana dei contadini; il museo espone anche numerosi documenti che illustrano i diversi periodi storici del paese, libri a stampa pubblicati in Ucraina prima del XVIII secolo, una collezione di maioliche del periodo tra XVII e XIX secolo, opere di arti autoctone e dell'Europa occidentale. Oltre alle chiese di San Giorgio e della Santa Croce, sono presenti notevoli esempi dell'architettura popolare in legno di scuola galiziana della fine del XV e inizio del XVI secolo, il visitatore può trovare icone medievali, dipinti murali eseguiti in stile rinascimentale.
Di particolare valore sono le reliquie associate ai nomi di eminenti connazionali, come Jurij Kotermak (с. 1450-1494), studioso ucraino, dottore in medicina e filosofia, docente e poi rettore dell'Università di Bologna, professore dell'Università di Cracovia, nato a Drohobyč, è noto con lo pseudonimo di Jurij Drohobyč. È l'autore del primo libro a stampa del paese Judicium Prognosticon .

## Strutture
- Palazzo delle Arti[3]
- Galleria d'Arte Sacra
- Dipartimento di scienze naturali
- Dipartimento di Storia
- Chiesa di San Giorgio
- Chiesa dell'Esaltazione della Santa Croce